# Коцик, Андрей Михайлович
Андре́й Миха́йлович Ко́цик (укр. Андрій Миколайович Коцик, позывной — Апостол; 4 февраля 1987, Ясены — 4 февраля 2023, Спорное) — украинский военнослужащий, младший сержант, участник российско-украинской войны. Герой Украины (29 сентября 2023, посмертно).

## Биография
Андрей Коцик родился 4 февраля 1987 года в селе Ясены Черновицкой области. Окончил школу и остался в родном селе работать строителем. Пел в церковном хоре, был игроком футбольной команды, любил ловить рыбу.
С началом полномасштабного российского вторжения в Украину, не имея военного опыта, решил присоединиться к рядам Вооружённых Сил Украины. Нёс военную службу в составе 108-го отдельного горно-штурмового батальона 10-й отдельной горно-штурмовой бригады. Участвовал в самых ожесточенных боях. Погиб 4 февраля 2023 года (в свой день рождения) во время штурма позиций россиян в районе поселка Спорное Соледарской городской общины под Бахмутом Донецкой области. Похоронили Андрея Коцика 10 февраля 2023 года в родном селе.

## Награды
- Звание «Герой Украины» с удостоением ордена «Золотая Звезда» (29 сентября 2023, посмертно) — за личное мужество и героизм, проявленные в защите государственного суверенитета и территориальной целостности Украины, верность военной присяге[5].